# Gyapjas Viktor
Gyapjas Viktor (Kecskemét, 2004. június 2. –)  magyar válogatott vízilabdázó, serdülő Európa-, ifjúsági és junior világbajnok, a BVSC-Zugló játékosa.

## Sportpályafutása
Kecskeméten kezdett el vízilabdázni, 2016-ban a Ferencvárosi TC utánpótlásába igazolt. 2019-ben a burgaszi U15-ös Európa-bajnokságon aranyérmes volt. 2021-ben máltai U17-es Európa-bajnokság bronzérmet szerzett és az Eb legjobb kapusa lett. 2022-ben a belgrádi U18-as világbajnokság aranyérmes és a vb legjobb kapusa volt. 2022-ben a felnőtt karrierjét a BVSC színeiben kezdte meg. 2023-ban Bukarestben a junior válogatott tagjaként U20-as világbajnok lett valamint a vb legjobb kapusa. 2023 decemberében bekerült a Varga Zsolt által irányított férfi felnőtt vízilabda-válogatott keretbe. 2024-ben felnőtt Európa-bajnokságon negyedik lett. 

## Eredményei
- Magyar bajnokság
  - bronzérmes: 2025

## Családja
Bátyja, Gyapjas Brendon szintén vízilabdázó, jelenleg amerikai tanulmányait végzi. Édesapja, Gyapjas János egykori válogatott röplabdázó, magyar bajnok.